# San Roque (Corrientes)
San Roque é um município da Argentina, localizada na província de Corrientes. É a capital do departamento de San Roque.